# 美女と野獣 ベルの素敵なプレゼント
『美女と野獣 ベルの素敵なプレゼント』（びじょとやじゅう ベルのすてきなプレゼント 原題:Beauty and the Beast: The Enchanted Christmas）は、1997年にリリースされたホームビデオ。監督はアンディ・ナイト。

## 概要
1991年に公開された『美女と野獣』の2作品目であり、チップ以外は前作と同じ俳優が声を担当している。前作の序盤で野獣の下から逃げ出し、吹雪の中で狼の群れに襲われたベルを野獣が助け出したシーンの後に続く物語として描かれており、クリスマスをテーマとしている（ただし、本編では翌日に野獣からベルにプレゼントが送られるため、あくまでパラレル的な展開である）。
日本ではブエナ・ビスタ・ホームエンターテイメントからVHSとして1998年11月13日にリリースされ、DVD版はパイオニアLDCから1998年11月25日にリリースされている。2002年にミッキーのマジカル・クリスマス 雪の日のゆかいなパーティと共に再リリースされた。

## ストーリー
ベルの訪れにより城とその住人たちにかけられた呪いが解けてから月日が流れ、城の使用人たちはクリスマスの準備に精を出していた。そんな中、ポット夫人が過去、この城でクリスマスを祝うことが禁じられていたこと、そしてある人の働きによって再びクリスマスが祝えるようになったという思い出話を語り始める。全ては、野獣の横暴な振る舞いに耐え兼ねて吹雪の外に飛び出して狼に襲われたベルが野獣に救われたあの日へと遡る。
横暴で傍若無人ながらも狼の群れから自分の命を救ってくれた野獣に対し心を開いていくベル。野獣もまた自身の行動に対してお礼の言葉を述べて優しく気遣ってくれたベルに徐々に心を開いていくが、ひねくれた性格ゆえ、どうしても素直になれずにいた。
クリスマスの時期が近づいたある日のこと。野獣はいつになく気が滅入った様子で、クリスマスパーティーを開こうとするベルに対し「クリスマスは嫌いだ」と言い放つ。王子が野獣の姿に替えられたのがクリスマスの夜だったためであることを知らないベルは、彼のために心を尽くして素敵なクリスマスパーティーを開こうと内緒で行動を起こす。
パイプオルガンの姿に変えられた宮廷音楽家フォルテは、野獣が人間の姿を失って以来自分を頼ってくるようになったのをいいことに、自分が唯一の野獣の理解者であると野獣に吹き込み、2人の間を邪魔するベルの存在を苦々しく思っていた。クリスマスツリーを探していたベルを城の外の森深くへと誘い出したフォルテは、その姿を鏡を通じて野獣に見せ、ベルが野獣の下から逃げ出したと嘘をつき野獣を激高させる。フォルテの手下であるピッコロ奏者ファイフの妨害で氷の張った湖の底に落ちたベルは駆けつけた野獣に救われるが、約束を破った罰として牢屋に閉じ込められてしまう。
裏切られたと思い込み絶望に塞ぐ中、野獣はベルから送られたクリスマスプレゼントに気がつく。それは彼女が書き綴ったある物語を納めた本だった。その本を通じて自分の孤独な心に寄り添おうとしてくれたベルの優しさと思いやりに気がついた野獣は、自分の非を認めて彼女に侘び、忌み嫌い続けてきたクリスマスパーティーを開こうと決心する。再び心を通わせ始めた2人のそんな姿を見て怒り狂ったフォルテは、大音響の音楽で城を破壊しようとするが、心臓部である鍵盤台を野獣に叩き壊され死亡する。
時は冒頭へ戻り、回想を終えたポッド夫人はベルこそがクリスマスを救ったのだと告げる。
そして人間に戻った王子とベルが姿を現し、賑やかな明かりが輝く中、クリスマスパーティーが盛大に催されるのだった。

## 新キャラクター
アンジェリーク (Angelique)
城の装飾係で、ルミエールのガールフレンド。城にかけられた魔法でクリスマスツリーに飾る天使の人形の姿になっている。
クリスマスに姿を変えられてしまったことから希望などないと諦めており、野獣のためにクリスマスパーティーの飾りつけを手伝って欲しいというベルの申し出を断るが、後にやる気を出して引き受ける。
人間に戻った時の姿は冒頭のクリスマスツリーを飾り付ける場面で確認できる。
フォルテ (Forte)
本作のディズニー・ヴィランズ。
城に仕える宮廷音楽家。城にかけられた魔法で身動きできないパイプオルガンの姿になっている。
音楽家としては優れた才能を持っていたものの陰気な性格から作る曲も暗い曲調になりがちだったため、人間だった頃の王子にはあまり快く思われていなかった。しかし、王子が野獣にされた後に自分を頼ってくるようになったのをいいことに、王子の孤独な心に付け込み、王子の味方は自分だけだと吹き込んで信頼を得ていた。そのためベルの存在が気に入らず、野獣と彼女の仲を引き裂こうと暗躍。仲違いした2人が和解したことに激高し、魔法の力のこもった音楽で城を破壊しようとするが、オルガンの鍵盤台を叩き壊されたことによりバランスを崩して死亡する。陰気な性格であったが優れた音楽家であった彼の死を、野獣は悼んでいた。
唯一3Dによってキャラクターが描かれており、パイプオルガンの質感や重量感が表現されている。
ファイフ (Fife)
城に仕える宮廷音楽家でピッコロ奏者。城にかけられた魔法でピッコロの姿になっている。
立場上、仕方なくフォルテの手下として野獣やベルの邪魔をしていたが、長らくフォルテに騙されていたことを知り、自分自身の行動で野獣とベルの仲に亀裂を生じさせてしまったことに責任を感じて最終決戦でフォルテの弱点を野獣に教えた。
人間の姿に戻ったあとはフォルテの後を継ぎマエストロを名乗っている。

## 声の出演
| 役名           | 原語版声優                         | 日本語吹替                               |                                          |
| -------------- | ---------------------------------- | ---------------------------------------- | ---------------------------------------- |
| ベル           | ペイジ・オハラ                     | 伊東恵里                                 |                                          |
| ビースト       | ロビー・ベンソン                   | 山寺宏一                                 |                                          |
| コグスワース   | デヴィッド・オグデン・スティアーズ | 熊倉一雄                                 |                                          |
| ルミエール     | ジェリー・オーバック               | 江原正士                                 |                                          |
| ルミエール     | ジェリー・オーバック               | 歌：若江準威知                           |                                          |
| ポット夫人     | アンジェラ・ランズベリー           | 福田公子                                 |                                          |
| ポット夫人     | アンジェラ・ランズベリー           | 歌：ポプラ                               |                                          |
| チップ         | ハーレイ・ジョエル・オスメント     | 曽根洋介                                 |                                          |
| フォルテ       | ティム・カリー                     | 壌晴彦                                   |                                          |
| アンジェリーク | バーナデット・ピータース           | 麻生かほ里                               |                                          |
| ファイフ       | ポール・ルーベンス                 | 中尾隆聖                                 |                                          |
| アックス       | ジェフ・ベネット                   | 青野武                                   |                                          |
| フットスツール | フランク・ウェルカー               | 原語版流用                               |                                          |
| フィリップ     | フランク・ウェルカー               | 原語版流用                               |                                          |
| フィフィ       |                                    | 横尾まり                                 |                                          |
| 魔女           | キャス・スーシー                   | 杉村理加                                 |                                          |
| その他         |                                    | 石井隆夫 田辺静恵 田村円 村上忍 竹若拓磨 | 石井隆夫 田辺静恵 田村円 村上忍 竹若拓磨 |

## スタッフ
- 監督：アンディー・ナイト
- 脚本：フリップ・コブラー、シンディー・マーカス、ビル・モッツ、ボブ・ロス
- 音楽：レイチェル・ポートマン、マイケル・スタロビン
- 美術：ジェリー・エバーリー、クライブ・パウシー
- 編集：ダニエル・リー
- 製作：ウォルト・ディズニー・テレビジョン・アニメーション

## 日本語版制作
- 演出：向山宏志
- 翻訳：いずみつかさ
- 音楽演出/訳詞：片桐和子
- 制作監修：岡本企美子
- 録音制作：スタジオ・エコー
- 日本語版製作：Disney Character Voices International

## 挿入歌
- お部屋を飾ろう（DECK THE HALLS）
- ストーリーズ（STORIES）
- クリスマスがある限り（AS LONG AS THERE' S CHRISTMAS）
- ドント・フォール・イン・ラブ（DON’T FALL IN LOVE）
- クリスマスがある限り（リプライズ）（AS LONG AS THERE' S CHRISTMAS（REPRISE））
- 二人は最高（A CUT ABOVE THE REST）

## テレビ放映
- 地上波放送・関東地区のみ記載。
- 視聴率はビデオリサーチ調べ。関東地区でのデータ。

| 回数 | 放送局     | 放送枠           | 放送日         | 放送時間    | 放送分数 | 吹替版     | 平均世帯 視聴率 | 備考         | 出典  |
| ---- | ---------- | ---------------- | -------------- | ----------- | -------- | ---------- | --------------- | ------------ | ----- |
| 1    | 日本テレビ | 金曜ロードショー | 2024年12月13日 | 21:00-22:54 | 114分    | 劇場公開版 | 7.2%            | 地上波初放送 | [ 1 ] |